# Загальноосвітня школа № 31 (Кременчук)
Кременчу́цька гімназія №31 - заклад загальної середньої освіти №31, розташований у Кременчуці на Молодіжному. 

## Історія
Кременчуцьку гімназію  № 31 відкрито 11 січня 1986 року. Її побудував для дітей мікрорайону Молодіжний завод  білково-вітамінних концентратів, директором якого був А. Г. Безкоровайний. Гімназію зводило міське будівельне управління «Житлобуд», очолюване заслуженим будівельником В. Ф. Матвійченком, за типовим проєктом 224-1-117.
У день відкриття гімназії за парти сіли 1085 учнів. Колектив налічував 47 учителів. А через 10 років, 1 вересня 1996 року, в гімназії налічувалося вже 1485 учнів. Найбільша кількість гімназистів навчалася  1990-1991 н.р. – 2647 учнів. У 2011-2012 н.р. навчається 630 учнів.
Гімназія пишається вчителями, які досягли значних успіхів у навчанні й вихованні підростаючого покоління. Зараз працює 54 педагоги, із них один учитель має звання «Учитель-методист», четверо «Старший вчитель», 20 мають вищу кваліфікаційну категорію, 15 спеціалістів І категорії, 7 другої, 11 спеціалістів.
За 25 років було здійснено 24 випуски. Отримали путівку в життя 1225 випускників. Із них відмінно закінчили гімназію і нагороджені золотою і срібною медаллю – 58 учнів.
Педагогічний колектив працює над проблемою: удосконалення форм і методів навчання і виховання дітей через впровадження новітніх педагогічних технологій, організація роботи  з обдарованими учнями, спрямованість на особистісно  зорієнтований підхід. Вирішуючи проблему гімназії, активно діють 10 методичних об’єднань.
Робота педагогічного колективу спрямована на забезпечення високого загально - культурного, освітнього рівня підготовки молоді: формування основ інтелектуальної, високоморальної, фізично розвинутої особистості  з широкими духовними потребами, вироблення  у своїх вихованців стійкого бажання й уміння вчитися, постійно поповнювати й поглиблювати свої знання.
У гімназії склалася стійка система виховної діяльності, діють творчі об’єднання «Веселка», «Дивосвіт» і «Старшокласник», активізували роботу учнівські об’єднання  «Веселкова країна» та СПЕКТР.
Вирішуючи проблему особистісно орієнтованого підходу до виховання, активно впроваджується метод гімназійних та класних проектів.
Фізичне виховання дітей є невід’ємною системою освіти в нашій гімназії, важливим компонентом гуманітарного виховання, фізичного і морального здоров’я, вдосконалення фізичної і психологічної підготовки до активного життя і професійної діяльності.  Як результат, наша гімназія є обласним переможцем Всеукраїнського конкурсу в проведенні Олімпійського уроку «Стань в ряди олімпійців», а також гімназія – лауреат Всеукраїнського конкурсу на найкращий стан фізичного виховання.
В 2009 році гімназія увійшла до літопису сучасної освіти і науки   «Флагман сучасної освіти і науки».